# スピーブ

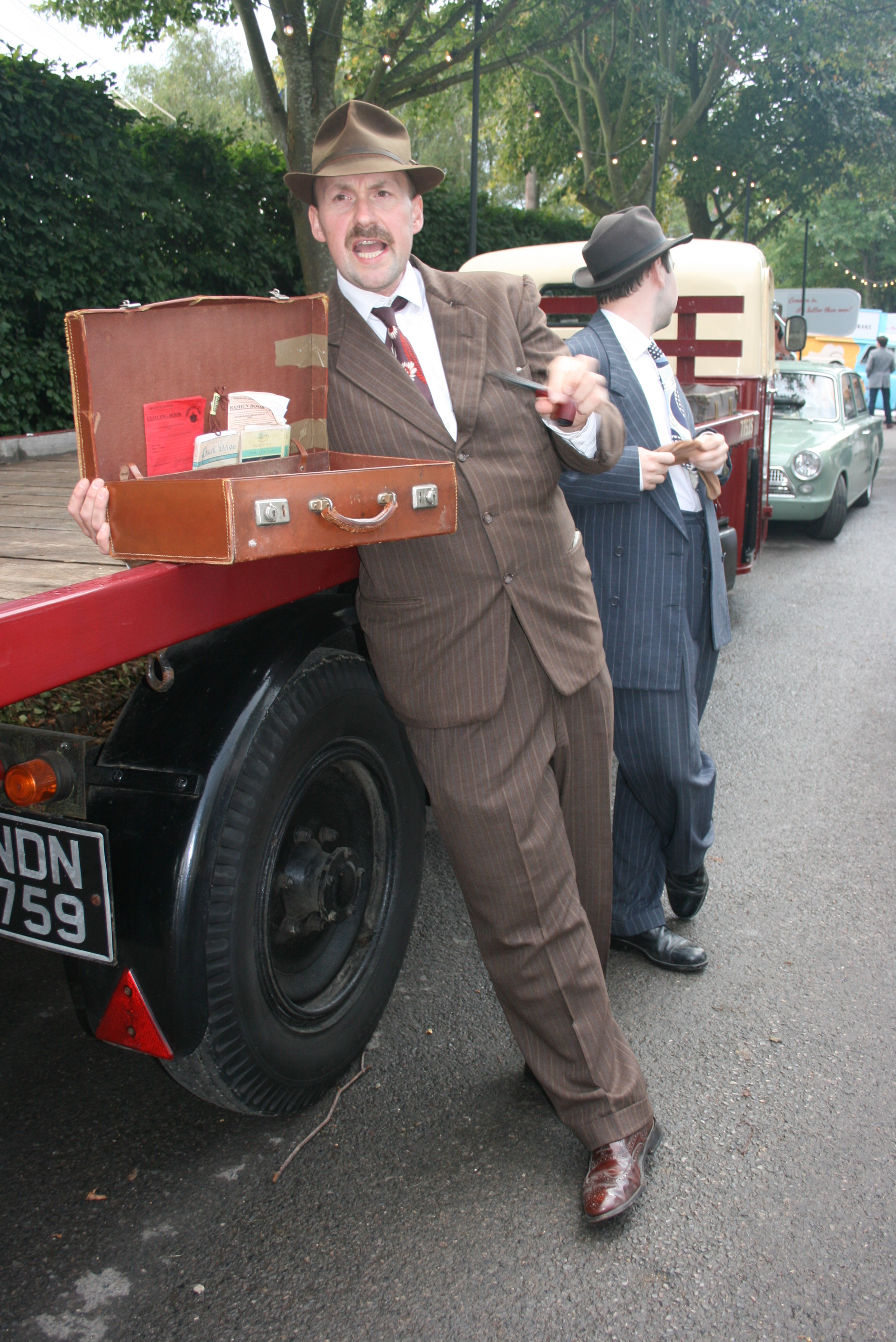
2011年の歴史再演イベントでスピーブを演じる俳優。後ろに立つのは見張り役

スピーブ（英語: Spiv）は、闇市などで非合法な製品の取引を行う軽犯罪者、すなわち闇屋を指すイギリス英語の表現である。戦時下の物資不足と配給制度を背景に、スピーブは第二次世界大戦中から戦後しばらくにかけてよく見られた。

## 背景
1939年から1945年の間に、イングランドおよびウェールズで報告された犯罪は、303,711件から478,394件まで増加し、割合で言えば57%増加したことになる。本土爆撃および灯火管制に起因する暗闇の中で、殺人、強姦、強盗、空巣、窃盗など、あらゆる犯罪が激増していた。徴兵によって銃後の警察官が不足していたことも、犯罪者らには好都合だった。戦時体制を維持するために様々な制限や規制が大量に導入されたが、これらに従うのではなく、無視あるいは回避を試みる人々は少なくなかった。
生活必需品の配給制度の導入は、詐欺師、偽装屋、泥棒にとっての「ビジネスチャンス」となり、闇市を活性化させることに繋がった。配給制度の対象となる食料、衣類、ガソリンといった物資が闇市の主力商品となり、配給切符や配給簿の窃盗および転売、偽装も横行した。配給切符（coupon）は、本来は商店主らが顧客から受け取った使用済切符を当局に送ると、より多くの商品と引き換えられる別の切符を受け取れるという制度だった。しかし、使用済切符を収めた封筒の中身はほとんど確認されていなかったので、無価値な紙切れを詰めた封筒を送り、余分に新しい切符を受け取る者が相次いだ。いわゆる闇屋、すなわちスピーブは、こうした活況を背景として闇市に現れるようになった。

## 語源
スピーブという言葉の起源は定かではない。エリック・パートリッジによれば、元々は競馬界隈で使われていた俗語で、1950年までに広く使われるようになったという。
オックスフォード英語辞典は、語源を次のようなものであろうと説明する:
- スピーフィ（Spiffy） - 洒落者。
- スピーフ（Spiff） - 過剰在庫や流行遅れの在庫を売った販売員へのボーナス（特に洋服店で使われ、後に自動車販売員などにも使われた）。販売者はスピーフを折半する形で、顧客に割引価格を提示することがあった。盗品の取扱業者は、格安価格についてスピーフ折半による割引だと誤魔化すことがよくあった。
- スピーブ（Spiv） - ヘンリー・バグスター（Henry Bagster）の愛称。1900年代のロンドンにしばらく出没していた詐欺師で、路上での違法取引や信用詐欺について何度も逮捕された。1903年から1906年にかけて、彼の裁判に関する記事が全国紙に掲載されていた[4][5][6]。

その他の説としては、Spivという言葉がロマ語で雀を意味するため、その人物が重大な「悪人」ではなく軽犯罪者であることを例えているという説のほか、アメリカの警察で使われたSuspicious Person Itinerant Vagrant（不審人物、徘徊浮浪者）の略とする説もあるが、後者は言葉としての不自然さから単なるバクロニムと考えられている。
マイケル・キニオンによれば、この言葉が初めて印刷物で用いられたのは、1929年の書籍『The Crooks of the Underworld』である。1934年の書籍『School for Scoundrels』では、「スピーブ、すなわち誠実な仕事が伴わないならば、何にでも手を出す卑小な詐欺師」
（Spiv, petty crook who will turn his hand to anything so long as it does not involve honest work）と説明されている。キニオンは、バグスターに関する報道を通じてこの言葉が広まった可能性を指摘している。一方、彼が何故スピーブと呼ばれたのかは不明で、当時すでにこの言葉が存在していた可能性もあり、語源としては方言で「賢い」を意味するpiving、同じく方言で「洒落者」を意味するspiffなどが考えられるとした。spiffから派生したspiffyという形容詞は、1850年代に既に用例がある。
この言葉が広く知られるようになったきっかけは、ビル・ノートンが1945年9月の『ニューズ・クロニクル』紙に寄せた記事「スピーブとは何者か」（Meet the Spiv）であると言われている。

## 大衆文化
1945年から1950年、依然として配給制が敷かれている時期に制作されたイギリスの犯罪映画では、闇市や闇社会との関係がしばしば描かれ、後に批評家からはスピーブ映画（Spiv movies）、スピーブ・サイクル（Spiv cycle）と分類された。例えば、『Brighton Rock』（1948年）や『街の野獣』（1950年）は、主要なキャラクターとしてスピーブが登場する。そのほか、必ずしもスピーブが登場するわけではなく、単なる犯罪者を題材としているものもあるが、『They Made Me a Fugitive』（1947年）、『日曜日はいつも雨』（1947年）、『邪魔者は殺せ』（1947年）、『No Way Back』（1949年）、『第三の男』（1949年）、『ウォタルー街』（1945年）などの犯罪映画がスピーブ・サイクルに含まれる。
典型的なスピーブの外見は、次のように説明された：「髪型はダックテイル、口髭はクラーク・ゲーブル風、洒落たトリルビー帽、ゆったりとしたジャケット、幅広で派手なネクタイ……その全てが戦時の耐乏生活を意図的にあざ笑うかのようだった」（A duck's arse haircut, Clark Gable moustache, rakish trilby [hat], drape-shape jacket, and loud garish tie ... [which] all represented a deliberate snook cocked at wartime austerity.）
コメディアンのアーサー・イングリッシュは、大戦後に鉛筆型の口髭を生やしてつばの広い帽子や明るい色の背広、幅広で派手なネクタイを身に着けたスピーブのキャラクター、ワイドボーイの王子（The Prince of the Wide Boys）を演じ、成功を収めた。
映画監督のピーター・ウォーレンは、スピーブについて「スピーブと古典的な"ハリウッド製ギャング"との決定的な違いは、闇市の商品を大衆へと届ける仲介者として得た共感の度合いであった」（the crucial difference between the spiv and the classic Hollywood gangster was the degree of sympathy the spiv gained as an intermediary in the transfer of black market goods to ... a grateful mass of consumers.）と評した。
イベントでスピーブ役を演じたこともあるジャーナリストのハリー・モットラム（Harry Mottram）は、初期のスピーブ・サイクルでは冷酷な犯罪者としての側面が強調されていたが、後には戦後の映画やコメディ、ラジオやテレビの番組を通じて創り上げられた、「好感を持てる悪人」、「愛される反権威主義者」という典型で描かれることも増えていったと指摘した。